# Campeonato Europeo de Taekwondo de 2004
El XV Campeonato Europeo de Taekwondo se realizó en Lillehammer (Noruega) entre el 2 y el 5 de mayo de 2004 bajo la organización de la Unión Europea de Taekwondo (ETU) y la Federación Francesa de Taekwondo.

## Medallistas

### Masculino
| Evento | Oro                           | Plata                          | Bronce                                                            |
| ------ | ----------------------------- | ------------------------------ | ----------------------------------------------------------------- |
| –54 kg | Paul Green Reino Unido        | Seifula Magomedov · Rusia      | Kadir Dolaş Turquía Pedro Póvoa Portugal                          |
| –58 kg | Juan Antonio Ramos · España   | Elnur Amanov Azerbaiyán        | Rakesh Debipersad · Países Bajos · Ludovic Vo · Francia           |
| –62 kg | Omar Badía · España           | Maxim Boitsov · Ucrania        | Aziz Bartal Francia Ümit Köse Turquía                             |
| –67 kg | Niyaməddin Paşayev Azerbaiyán | Matija Šantić · Croacia        | Erdal Aylanç · Alemania · Raphaël Decius · Francia                |
| –72 kg | Ertan Baştuğ Turquía          | Carlo Molfetta · Italia        | Tommy Mollet · Países Bajos · Joni Viitanen · Suecia              |
| –78 kg | Rosendo Alonso · España       | Christophe Négrel Francia      | Rəşəd Əhmədov · Azerbaiyán · Thijs Oude Luttikhuis · Países Bajos |
| –84 kg | Bruno Ntep Francia            | Patrick Stevens · Países Bajos | Təvəkkül Bayramov Azerbaiyán Bahri Tanrıkulu Turquía              |
| +84 kg | Rubén Montesinos · España     | Pascal Gentil Francia          | Ken Holter · Noruega · Milorad Kuzmanović · Croacia               |

### Femenino
| Evento | Oro                                | Plata                       | Bronce                                                          |
| ------ | ---------------------------------- | --------------------------- | --------------------------------------------------------------- |
| –47 kg | Brigitte Yagüe · España            | Adamadia Psallida · Grecia  | Sara Abdel Wahab · Italia · Kadriye Selimoğlu · Turquía         |
| –51 kg | Nevena Lukić · Austria             | Jennifer Delgado · España   | Charlene Mongelard · Reino Unido · Hanna Zajc · Suecia          |
| –55 kg | Zeynep Murat Turquía               | Sandra Nitschke · Alemania  | Margarita Mkrtchian · Rusia · Carine Zelmanovitch · Francia     |
| –59 kg | Gwladys Épangue Francia            | Hamide Bıkçın Tosun Turquía | Cristiana Corsi · Italia · Liudmila Zheronkina · Bielorrusia    |
| –63 kg | Miet Filipović · Croacia           | Muriel Bujalance · España   | Esther Scholten · Alemania · Joyce van Baaren · Países Bajos    |
| –67 kg | Sibel Güler Turquía                | Ibone Lallana · España      | Yekaterina Arutiunian · Rusia · Sararitula Pagonaki · Grecia    |
| –72 kg | Alesia Cherniavskaya · Bielorrusia | Aitziber los Arcos · España | Yekaterina Nazarova · Rusia · Laurence Rase · Bélgica           |
| +72 kg | Nataša Vezmar · Croacia            | Sarah Stevenson Reino Unido | Yvonne Oude Luttikhuis · Países Bajos · Kyriakí Kúvari · Grecia |

## Medallero
| Núm. | País         | Oro | Plata | Bronce | Total |
| ---- | ------------ | --- | ----- | ------ | ----- |
| 1    | España       | 5   | 4     | 0      | 9     |
| 2    | Turquía      | 3   | 1     | 4      | 8     |
| 3    | Francia      | 2   | 2     | 4      | 8     |
| 4    | Croacia      | 2   | 1     | 1      | 4     |
| 5    | Azerbaiyán   | 1   | 1     | 2      | 4     |
| 6    | Reino Unido  | 1   | 1     | 1      | 3     |
| 7    | Bielorrusia  | 1   | 0     | 1      | 2     |
| 8    | Austria      | 1   | 0     | 0      | 1     |
| 9    | Países Bajos | 0   | 1     | 5      | 6     |
| 10   | Rusia        | 0   | 1     | 3      | 4     |
| 11   | Alemania     | 0   | 1     | 2      | 3     |
| 11   | Grecia       | 0   | 1     | 2      | 3     |
| 11   | Italia       | 0   | 1     | 2      | 3     |
| 14   | Ucrania      | 0   | 1     | 0      | 1     |
| 15   | Suecia       | 0   | 0     | 2      | 2     |
| 16   | Bélgica      | 0   | 0     | 1      | 1     |
| 16   | Noruega      | 0   | 0     | 1      | 1     |
| 16   | Portugal     | 0   | 0     | 1      | 1     |
|      | TOTAL        | 16  | 16    | 32     | 64    |